# كارينسي
كارينسي (بالفرنسية: Carency)‏ هي بلدية تقع في إقليم باد كاليه من منطقة نور با دو كاليه في شمال فرنسا. تبلغ مساحة هذه المدينة 8.6 (كم²)، وترتفع عن سطح البحر 111 م، يبلغ عدد سكانها 700 نسمة حسب إحصاء المعهد الوطني للإحصاء والدراسات الاقتصادية سنة 2009 م. وترأس Justin Clairet البلدية خلال فترة (2008-2014).